# Polikocka

Polikócka je geometrijsko telo, ki ga sestavlja ena ali več enakih s ploskvami spojenih enotskih kock. Polikocke so trirazsežni analogoni dvorazsežnih ravninskih poliomin. Kocka soma, Bedlamova kocka, vražja kocka, Slothouber-Graatsmajeva sestavljanka in Conwayjeva sestavljanka so zgledi problemov pakiranja, ki temeljijo na polikockah. Priljubljena igra Quantumino ameriškega podjetja Family Games America temelji na pentakockah. Štirirazsežni analogon polikock so politeserakti, še večrazsežni pa polihiperkocke.

## Štetje polikock
Podobno kot se lahko poliomine šteje na dva načina, se lahko tudi polikocke, kar je odvisno od tega ali se kiralne pare polikock šteje kot ena polikocka ali dve. Šest tetrakock ima na primer zrcalno simetrijo, ena pa je kiralna, tako, da je lahko 7 ali 8 tetrakock. Za razliko od poliomin se polikocke po navadi šteje z ločenimi zrcalnimi pari, saj se jih ne da pretvarjati kot poliomine. Kocka soma še posebej uporablja obe obliki kiralnih tetrakock.
Polikocke se razvrščajo glede na to koliko celic kock imajo:
| n  | ime         | enostranske zrcaljenje posebej | proste            | proste           | proste             | negibne             |
| n  | ime         | enostranske zrcaljenje posebej | zrcaljenje skupaj | proste poliomine | proste trirazsežne | negibne             |
| n  | ime         | (OEIS A000162)                 | A038119           | A000105          | A006766            | A001931             |
| -- | ----------- | ------------------------------ | ----------------- | ---------------- | ------------------ | ------------------- |
| 1  | monokocka   | 1                              | 1                 | 1                | 0                  | 1                   |
| 2  | dikocka     | 1                              | 1                 | 1                | 0                  | 3                   |
| 3  | trikocka    | 2                              | 2                 | 2                | 0                  | 15                  |
| 4  | tetrakocka  | 8                              | 7                 | 5                | 2                  | 86                  |
| 5  | pentakocka  | 29                             | 23                | 12               | 11                 | 534                 |
| 6  | heksakocka  | 166                            | 112               | 35               | 77                 | 3481                |
| 7  | heptakocka  | 1.023                          | 607               | 108              | 499                | 23.502              |
| 8  | oktokocka   | 6.922                          | 3.811             | 369              | 3.442              | 16.2913             |
| 9  | nonokocka   | 48.311                         | 25.413            | 1.285            | 24.128             | 1.152.870           |
| 10 | dekokocka   | 346.543                        | 178.083           | 4.655            | 173.428            | 8.294.738           |
| 11 | undekokocka | 2.522.522                      | 1.279.537         | 17.073           | 1.262.464          | 60.494.549          |
| 12 | dodekokocka | 18.598.427                     | 9.371.094         | 63.600           | 9.307.494          | 446.205.905         |
| 13 |             | 138.462.649                    | 69.513.546        | 238.591          | 69.274.955         | 3.322.769.321       |
| 14 |             | 1.039.496.297                  | 520.878.101       | 901.971          | 519.976.130        | 24.946.773.111      |
| 15 |             | 7.859.514.470                  | 3.934.285.874     | 3.426.576        | 3.930.859.298      | 188.625.900.446     |
| 16 |             | 59.795.121.480                 | 29.915.913.663    | 13.079.255       | 29.902.834.408     | 1.435.074.454.755   |
| 17 |             |                                |                   | 50.107.909       |                    | 10.977.812.452.428  |
| 18 |             |                                |                   | 192.622.052      |                    | 84.384.157.287.999  |
| 19 |             |                                |                   | 742.624.232      |                    | 651.459.315.795.897 |

Do leta 1972 so prešteli polikocke do n = 6. Aleksandrowicz in Barequet sta leta 2006  preštela polikocke za n = 18. Čeprav so polikocke večrazsežni naravni analogoni poliomin, je zelo malo znanega o njihovem štetju. Še posebej so raziskali le nekaj družin polikock.

### Simetrije polikock
Kakor poliomine se tudi polkocke lahko razvrstijo po tem koliko simetrij imajo. Simetrije polikock (konjugirani razredi podgrup kiralne oktaedrske grupe) je prvi preštel Lunnon leta 1972. Večina polikock je simetričnih, mnoge pa imajo zapletene simetrijske grupe vse do polne simetrijske grupe kocke z 48 elementi. Možne so številne druge simetrije. Obstaja na primer sedem možnih oblik 8-tere simetrije.

## Značilnosti pentakock
Dvanajst pentakock je dvorazsežnih in odgovarjajo pentominam. Od preostalih 17 jih ima pet zrcalno simetrijo, drugih 12 pa tvori kiralne pare. Vrste dvorazsežnih pentakock so: 5-1-1, 4-2-1, 3-3-1, 3-2-1. Trirazsežne vrste so: 4-2-2, 3-2-2, 2-2-2.
Polikocka ima lahko 24 orientacij v kubični mreži, ali 48, če je dovoljeno zrcaljenje. Od pentakock imata dve dvorazsežni pentakocki (5-1-1 in križ) zrcalno simetrijo v vseh treh oseh - imata le tri orientacije. Deset jih ima eno zrcalno simetrijo - imajo 12 orientacij. Vsaka od preostalih 17 pentakock ima 24 orientacij.
Dve tipični sestavljanki sta sestavljanje škatle 5 × 5 × s 25 različnimi pentakockami in pakiranje 29 pentakock v škatlo 9 × 9 × 3. V prvi sestavljanki se lahko prva polikocka postavi na več kot 2000 načinov. Več sestavljank se najde na sourceforge.net in na zunanjih povezavah spodaj.